# Las confesiones de Nat Turner
Las confesiones de Nat Turner es una novela del escritor estadounidense William Styron, ganadora del Premio Pulitzer de Ficción en 1967. Presentada como una narración en primera persona por el personaje histórico Nat Turner, la novela trata sobre la rebelión de esclavos de Nat Turner en Virginia en 1831, pero no siempre describe los acontecimientos con precisión. Se basa en The Confessions of Nat Turner: The Leader of the Late Insurrection in Southampton, Virginia (Las confesiones de Nat Turner: el líder de la última insurrección en Southampton, Virginia), un relato de primera mano de las confesiones de Turner publicado por un abogado local, Thomas Ruffin Gray, en 1831. 

## Antecedentes históricos
La novela se basa en un documento, la "confesión" de Turner al abogado blanco Thomas Ruffin Gray, en la cual Turner afirma haber sido inspirado divinamente y encargado por Dios de la misión de liderar un levantamiento de esclavos y destruir a la raza blanca. Afirmó haber recibido mensajes, y estos mensajes le decían que siguiera adelante con su rebelión matando familias blancas con sus propias armas.
La ambiciosa novela de Styron intenta imaginar el personaje de Nat Turner, no pretende describir con precisión o autoridad los hechos tal como ocurrieron. Algunos historiadores consideran que el relato de Gray sobre las "confesiones" de Turner está contado con prejuicios, y recientemente un escritor ha alegado que el relato de Gray es en sí mismo una invención.  Algunos estudiosos creen que una enfermedad mental pudo haber impulsado las acciones de Nat Turner,  mientras que otros creían que Turner se había dejado llevar por la religiosidad. 

## Trama
Es noviembre de 1831 el esclavo afroamericano Nat Turner se encuentra en una cárcel de Virginia esperando ser ejecutado por sus crímenes. Nat lideró una rebelión de esclavos que terminó con la muerte de decenas de blancos y de muchos de sus amigos más cercanos. Thomas Gray, un fiscal engreído, insta a Nat a "confesar" sus crímenes y hacer las paces con Dios. Nat comienza a recordar su vida pasada y cuenta la historia en una serie de flashbacks.
El primer amo de Nat fue Samuel Turner, un rico aristócrata de Virginia creía en la educación de sus esclavos. Nat aprendió a leer y escribir y también se convirtió en un hábil carpintero. Desafortunadamente, cuando todavía era un niño, la madre de Nat fue brutalmente violada por un supervisor irlandés mientras el maestro estaba fuera. Esta experiencia traumática le da a Nat un odio ardiente hacia los blancos y una repulsión secreta hacia los cuerpos de las mujeres y el acto sexual.
Samuel Turner le ha prometido vagamente a Nat la libertad, pero a través de una serie de malentendidos, Nat es vendido a un predicador empobrecido llamado Reverendo Eppes. Eppes es un homosexual sucio y babeante que está obsesionado con los chicos jóvenes y está decidido a hacer que Nat le "complazca" lo antes posible. Aunque Nat no está especialmente interesado en las mujeres jóvenes en este momento, encuentra a Eppes físicamente desagradable y evita el contacto físico. Desanimado, Eppes pronto vende al joven Nat a un par de crueles granjeros sureños que azotan brutalmente al tímido y asustado esclavo y lo tratan como a un animal. Esto intensifica su creciente hostilidad hacia los blancos.
Después de alternar con diferentes amos durante varios años, Nat finalmente termina siendo propiedad de un granjero decente y trabajador llamado Travis. Travis le permite a Nat realizar un trabajo calificado como carpintero, leer su Biblia y predicar a otros esclavos. Durante sus ayunos religiosos en lo profundo de los bosques desiertos, Nat comienza a tener extrañas visiones de ángeles blancos y negros luchando en el cielo. Poco a poco llega a creer que estas visiones significan que debe liderar a la raza negra en una guerra santa para destruir a todos los blancos.
Sin embargo, surgen complicaciones cuando Nat conoce a Margaret Whitehead, la hermosa y vivaz hija de una viuda adinerada que vive cerca. Aunque su familia posee muchos esclavos, la alegre Margaret se opone a la esclavitud y admira abiertamente la predicación de Nat. Poco a poco los dos se hacen amigos, aunque Nat está atormentado por el temor de que si sus planes tienen éxito, la encantadora Margaret deberá morir.
Con varios esclavos leales apoyándolo, Nat finalmente lanza su rebelión a finales de agosto de 1831. Este es un momento en el que la mayoría de los blancos ricos están de vacaciones, lo que facilitará que los esclavos se apoderen de armas y ataquen la cercana ciudad de Jerusalén. Sin embargo, desde el principio la rebelión de Nat sale mal. Sus reclutas se emborrachan y pierden un tiempo precioso saqueando y violando. Un esclavo enloquecido, obsesionado con el sexo y que empuña un hacha, llamado Will, comienza a ridiculizar el liderazgo de Nat y a intentar tomar el control del pequeño ejército de esclavos. El propio Nat, inesperadamente asqueado por la visión de la sangre y los gritos de sus víctimas blancas, comienza a dudar tanto de su propia misión como del plan de Dios para su vida.
La crisis final ocurre cuando los esclavos asaltan la plantación Whitehead. En un giro trágico, Margaret y sus hermanas no se han ido de vacaciones después de todo. Lleno de odio irracional, Will, el maníaco que empuña un hacha, mata a todas las mujeres blancas menos a Margaret, burlándose abiertamente de Nat y desafiándolo a demostrar su hombría negra al resto de los reclutas. Con el corazón apesadumbrado, Nat agarra su espada y persigue a Margaret hasta un campo cercano, donde la mata con gran desgana. Mientras muere, la joven pide perdón por su involuntario verdugo.
De vuelta en la celda de la cárcel, el abogado Gray anuncia con aire de suficiencia que el verdugo está listo para castigar a Nat por sus crímenes. Al concluir su entrevista final, le pregunta al fallido líder negro si se arrepiente de haber causado tanto sufrimiento y muerte.

## Relevancia literaria y crítica.
A pesar de la defensa de los notables autores afroamericanos Ralph Ellison y James Baldwin, la novela fue fuertemente criticada por muchos afroamericanos. La interpretación que hace Styron de un legendario líder de la resistencia negra como un guerrero reacio que falla en cada ataque y se abre paso a tientas hacia la derrota total generó un enorme resentimiento. No menos ofensivo para muchos lectores negros fue el retrato halagador que hizo el narrador de muchos de los propietarios de esclavos de la novela, como el "santo" Samuel Turner. El personaje de Margaret Whitehead, en particular, pareció enfurecer a los lectores negros, ya que se le permite coquetear con Nat y charlar interminablemente sobre su amor por los negros pobres y oprimidos, mientras permanece completamente inconsciente de su propia condición de propietaria de esclavos. Durante gran parte de la novela, Nat suspira por la delgada y virginal rubia como un adolescente enamorado, mientras muestra poco o ningún interés por las mujeres de su propia raza.
Cuestiones de clase dividieron también a los lectores. Mientras que los propietarios de esclavos blancos en la novela, especialmente los ricos, son representados como generosos, corteses y básicamente decentes, los blancos pobres son ridiculizados como simplones y desviados. Turner y sus seguidores (en particular Will, a quien muchos lectores vieron como una versión apenas disfrazada del pionero del rock and roll negro Little Richard) son caricaturizados como figuras perturbadas y monstruosas. Se muestra continuamente a Nat y su rival Will fantaseando con agredir sexualmente a mujeres blancas. Los críticos discreparon de que Styron utilizara el "mito del violador negro", retratando a los hombres negros como propensos a la violencia sexual contra las mujeres blancas. La sospecha de agresión sexual era un estereotipo racista de larga data que se utilizaba como justificación retórica para linchar a hombres negros.
Para abordar estas preocupaciones, diez intelectuales negros escribieron ensayos criticando el trabajo, recopilados en Nat Turner: Ten Black Writers Respond (1968) de William Styron.  Por otra parte, el historiador Eugene D. Genovese defendió el derecho de Styron a imaginar a Turner como un personaje de ficción.
En 1968, a pesar de las protestas contra la novela, la obra de Styron obtuvo elogios de la crítica y el Premio Pulitzer de Ficción.
La novela Slaughterhouse-Five de 1969 de Kurt Vonnegut tiene a Billy Pilgrim en un estudio de radio de Manhattan entre un grupo de críticos literarios allí "para discutir si la novela estaba muerta o no". "Uno de ellos dijo que sería un buen momento para enterrar la novela ahora que un virginiano, cien años después de Appomattox, había escrito La cabaña del tío Tom", en referencia a la novela de Styron.
El docudrama italiano Mondo de 1971, Goodbye Uncle Tom, tiene una sección que presenta el libro Las confesiones de Nat Turner y la rebelión de esclavos de Nat Turner.
Bill Clinton ha citado la obra como uno de sus libros favoritos. 

## Otras lecturas
- Clarke, John Henrik, ed. William Styron's Nat Turner: Ten Black Writers Respond. Boston: Beacon Press, 1968.
- Genovese, Eugene D. "The Nat Turner Case", review of William Styron's Nat Turner: Ten Black Writers Respond, The New York Review of Books, 11.4 (September 12, 1968).
- Mellard, James M. "This Unquiet Dust: The Problem of History in Styron's The Confessions of Nat Turner", Mississippi Quarterly, 36.4 (Fall 1983), pp. 525–43.
- Ryan, Tim A. "From Tara to Turner: Slavery and Slave Psychologies in American Fiction and History, 1945–1968", Calls and Responses: The American Novel of Slavery since Gone with the Wind. Baton Rouge: Louisiana State University Press, 2008.